# 1952年福克兰群岛大选
1952年福克兰群岛大选于1952年5月和6月举行，以选出立法委员会成员。在12名议员中，有4名议员通过本次普选产生（两名来自斯坦利选区，一名来自东福克兰选区和西福克兰选区）。由于福克兰群岛上的一些定居点比较偏远，且天气变化无常，选举分几天进行。

## 结果
斜体者为连任成员。
| 选区     | 入选人                     |
| -------- | -------------------------- |
| 斯坦利   | 亚瑟·莱斯利·哈迪（Arthur Leslie Hardy）       |
| 斯坦利   | 斯坦利·查尔斯·卢克斯顿（） |
| 东福克兰 | 托马斯·安德鲁·吉尔鲁斯（Thomas Andrew Gilruth） |
| 西福克兰 | 基思·威廉·卢克斯顿 （）    |